# 心理病态
心理病态或精神病态，又称病态人格、社会病态人格（sociopathy）、反社会人格，通常是指一种人格障礙，患者会表现出持续的反社会行为，缺乏同理心和自责行为，行事偏向大胆、失控，有利己主义行為。
历史上对于心理病态一词的定义曾有过多次变动，有的定义甚至和之前版本的定义之间互相矛盾。美国精神科医生赫维·克莱克利和乔治·帕特里奇都曾影响《精神疾病診斷與統計手冊》（DSM）反社会人格第一版定义。DSM和《國際疾病與相關健康問題統計分類》（ICD）随后增加了反社会人格障碍，称反社会人格障碍曾有被诊断为心理病态或社会性病态。设立“反社会人格障碍”诊断的初衷，是因为许多心理病态的典型行为没有一个客观的基准。加拿大精神科医生罗伯特·D·哈尔后来推出了《心理病态清单》，将心理病态在犯罪学中进一步推广。
虽然各精神病学组织、心理学组织从未批准过将“心理病态”一词用于诊断结果上，“心理病态”依然是一个十分活跃的研究领域，一些国家的刑事处理上经常使用“心理病态”作为犯罪评估的一部分，可对涉事的个人造成很大的影响。此外，公众、媒体和虚构艺术创作中也常常出现此概念。虽然心理病态经常和“疯狂”、“精神病”等词并用，但心理病态和思覺失調是两个截然不同的概念。

## 定义

### 概念
“心理病态”一词有多种概念。“克莱克利式心理变态”（Cleckleyan psychopathy），出自美国精神科医生赫维·克莱克利，是指患者表现出大胆、失控的行为。另一种是“犯罪型心理病态”（英語：criminal psychopathy），指更残忍、更具攻击性、更加失控的行为，可导致严重犯罪，该定义在现代临床心理学中更常使用，也是《心理病态清单》（PCL、PCL-R）给出的评估方式。“心理病态”一词会对患者的医治方式、民事权力、在犯罪后的惩罚力度等有所影响，学界为此努力厘清此术语的含义。
智力三元论（英語：triarchic model）则提出，这些不同的心理病态概念，其实都是在强调人类的三种不同特征表现出的不同程度。学界也对这一模型的应用方式进行过有关分析。

### 测定
格兰特·哈里斯等人在早期曾出过一篇报告，认为可以用区辨分类（discrete category）的方法来进行PCL-R心理病态的测定。然而后续研究发现他们提出的理论只适用于儿童的问题行为，并不适用于成年人的犯罪行为。大卫·马库斯等人在对精神病态人格问卷（PPI）进行了一系列统计分析后，认为心理病态最好还是像抑郁这样视作一个“维度潜在结构”（英語：dimensional latent structure）。他们又用大量监狱犯人做了一次后续的实验，结果表明并不存在明显的区辨分类。大卫·马库斯等人建议，虽然法律等领域中可能还是会用到“心理病态”一词，但科学上无法对心理病态患者一刀切。换而言之，说一个人“心理病态”应该更准确地形容为“这个人相对来说更心理病态一些”。

### 人格维度
有研究将心理病态与人格中的不同维度联系起来，比如敌意（高）、尽责性（低）、焦虑感（低）。
心理病态也和高精神病質有所关联——后者是一个理论上的维度，指代无情、攻击性强、充满恶意的倾向。心理病态与此相关联的方面主要表现在缺乏社會化、责任感，易衝動，（某些情形下）追求感官刺激，高攻击性。
奥图·克恩伯格从精神分析学的角度出发，认为心理病态应该看作是病理性自戀光谱的一部分。自恋人格处在该光谱偏低的一端，恶性自恋在中间，心理病态处在自恋光谱偏高的一端。
心理病态、自恋和马基雅维利主义，这三者合称为黑暗三角人格，有着相似的特点（比如冷酷，喜欢操纵别人）。黑暗四角人格（英語：dark tetrad）则指代这三个特质外加上施虐癖。

## 症状
社交方面，心理病态患者会表现得十分冷酷，为达到自己的目的不顾他人的感受，也会出现犯罪、暴力现象。心理方面，患者会有情感和認知过程上的缺陷（尤其是社交相关的心智历程）。在发育方面，患有品行障碍的幼童有出现心理病态的相关迹象，暗示心理病态可能与生俱来。

### 侵犯行为

#### 犯罪
PCL-R手册称，就简单的相关性而言，对北美洲监狱囚犯进行随机抽样检定，其平均心理病态分数为22.1分，其中有20.5%人得分在30分以上。后有学者对北美以外地区的囚犯进行打分，最后得分为稍低一些的17.5分。有研究显示，心理病态得分和多次入监、高监狱监视等级、违纪行为、药物滥用存在关联性。

#### 暴力
研究显示了心理病态和暴力行为有着极高的关联性。PCL-R强调的心理病态的特点也对患者的暴力行为有预测性。然而，研究人员指出，心理病态应该和暴力区别对待，二者互相并不等同。

## 成因
行为遗传学的相关研究显示，遗传性和非遗传性因素都可能导致心理病态。智力三元论支持者认为，心理病态会因遗传性状和恶劣的外界条件相互作用而引起，而至于何谓“恶劣的外界条件”则取决于个人的遗传性状。比如，若一个人天生十分大胆，那么他可能对外界施加的惩罚的反应不如他对奖励、安全依附的反应那样强烈。

## 管控

### 临床
临床上一般认为心理病态是无法治愈的。其独有的特性使得心理病态成为了最难控制的人格障礙之一。心理病态患者通常不会主动寻求医疗救助，在疗程当中的患者也经常不配合医生的治疗手段。目前的疗法并没有一个能达到令人满意的效果——哈里斯和莱斯的《心理病态手册》（英語：Handbook of Psychopathy）提到，目前几乎没有证据表明心理病态能够有效治愈，也没有哪个药品能够降低心理病态患者在人际交往、道德、情感上的缺陷。那些受到心理治療患者反而可能更擅长欺骗、操纵他人，从而变得更容易犯罪。部分研究表明，惩罚、行为改变技术对心理变态患者收效甚微，因为他们对惩罚和恐吓并不敏感。这些失败使得学界普遍对治疗心理病态持悲观态度，导致这方面的研究越来越少，于是人们攻克这一难题也变得愈发困难。
虽然心理病态的核心特征使得患者很不配合当前的治疗手段，患者的反社会、犯罪行为却相对来说更容易管理一些。管理患者也成了当下治疗手段的主要目标。有报告指出，着重患者的个人利益，强调亲社会行为所带来的物质价值，并引导患者开发出亲社会行为所需要的技能，这些治疗方式对心理病态患者最为有效。学界为此研究出了不同的疗法，但效果不一。由于心理病态患者对惩罚不敏感，学术界建议使用奖励代替惩罚，以此管理患者的行为。
心理病态的有关药物能够减轻心理病态的并发症（如敌对情绪、冲动等）。常见的药物有抗精神病药、抗抑郁药、情绪稳定剂，但目前美国药监局从未批准过使用这些药物直接治疗心理病态。不过，心理病态的药理学研究很少，该领域大部分的知识来自于人们对其他心理障碍已有的药理学理论推导而来。

### 法律
PCL-R、PCL:SV、PCL:YV这三个诊断手册在刑事司法中很常用（尤其是在北美洲）。法律界会以它们为标准，作风险评估、治疗可能性评估，以及保释、假释、量刑、监狱选取等，还会用它来评判一个年轻人是应该作为未成年人对待还是成年人对待。然而，这几个诊断标准也曾在法律界引起过若干争议，有对PCL-R的批评，有的是关于选用其他更好的风险评估工具，还有的则围绕医生在诊断心理病态患者时过于悲观的预后。
PCL-R的評量者間信度（英語：interrater reliability）在实验室中很高，但是放到应用中时却很低——1号因子（Factor 1 items）的评判容易比较主观。一项研究显示，性暴力犯罪中，控方评测者给出的PCL-R分数要高于辩方。不同评测者之间给出的打分的区别可以很高——研究显示，PCL-R给分中，只有45%的分数变化是因被告本身引起。剩下的20%取决于评测者站在法庭哪一方，30%取决于其他的评测者的区别。